# Huperzia holstii
Huperzia holstii là một loài thực vật có mạch trong Họ Thạch tùng. Loài này được (Hieron.) Pic. Serm. mô tả khoa học đầu tiên năm 1968.